# Apple M1
El M1 és un system on a chip (SoC) basat en l'arquitectura ARM dissenyat per Apple Inc. per a la línia d'ordinadors Mac i tauletes iPad, usat com a unitat de processament central (CPU). Es va inspirar en el seu xip A14. S'implementa al MacBook Air (M1, 2020), Mac mini (M1, 2020), MacBook Pro (13 polzades, M1, 2020) i iMac (M1, 2021). És el primer xip de ordinador construït amb un procés de 5 nm. Apple afirma que té el nucli de CPU més ràpid del món "en silici de baixa potència" i el millor rendiment de CPU del món per watt.

## Arquitectura
El M1 té quatre nuclis Firestorm d'alt rendiment i quatre nuclis Icestorm energèticament eficients, cosa que proporciona una configuració similar a ARM DynamIQ i als processadors híbrids Lakefield i Alder Lake d'Intel. Aquesta combinació permet optimitzacions d'ús d'energia que no són possibles amb els dispositius d'arquitectura Apple-Intel (x86-64). Apple afirma que els nuclis energèticament eficients utilitzen una desena part de la potència dels d'alt rendiment. Els nuclis d'alt rendiment tenen 192 KB de memòria d'instruccions L1 i 128 KB de memòria de dades L1 i comparteixen una memòria L2 de 12 MB; els nuclis energèticament eficients tenen una memòria cau d'instruccions L1 de 128 KB, una memòria cau de dades L1 de 64 KB i una memòria cau L2 compartida de 4 MB. El conjunt Icestorm té una freqüència entre 600 MHz i 2,064 GHz, i un consum màxim d'energia d'1,3 W. El conjunt Firestorm té una freqüència d'entre 600 MHz i 3,204 GHz i un consum màxim d'energia de 13,8 W.
La tecnologia de traducció binària dinàmica Rosetta 2 permet que els productes equipats amb M1 executin programari creat per a l'arquitectura x86-64.
El M1 utilitza LPDDR4X SDRAM a 4.266 MT/s, en una configuració de memòria unificada compartida per tots els components del processador. El conjunt de CPU i RAM estan integrats en un sol paquet, a opcions de 8 GB i 16 GB de RAM.

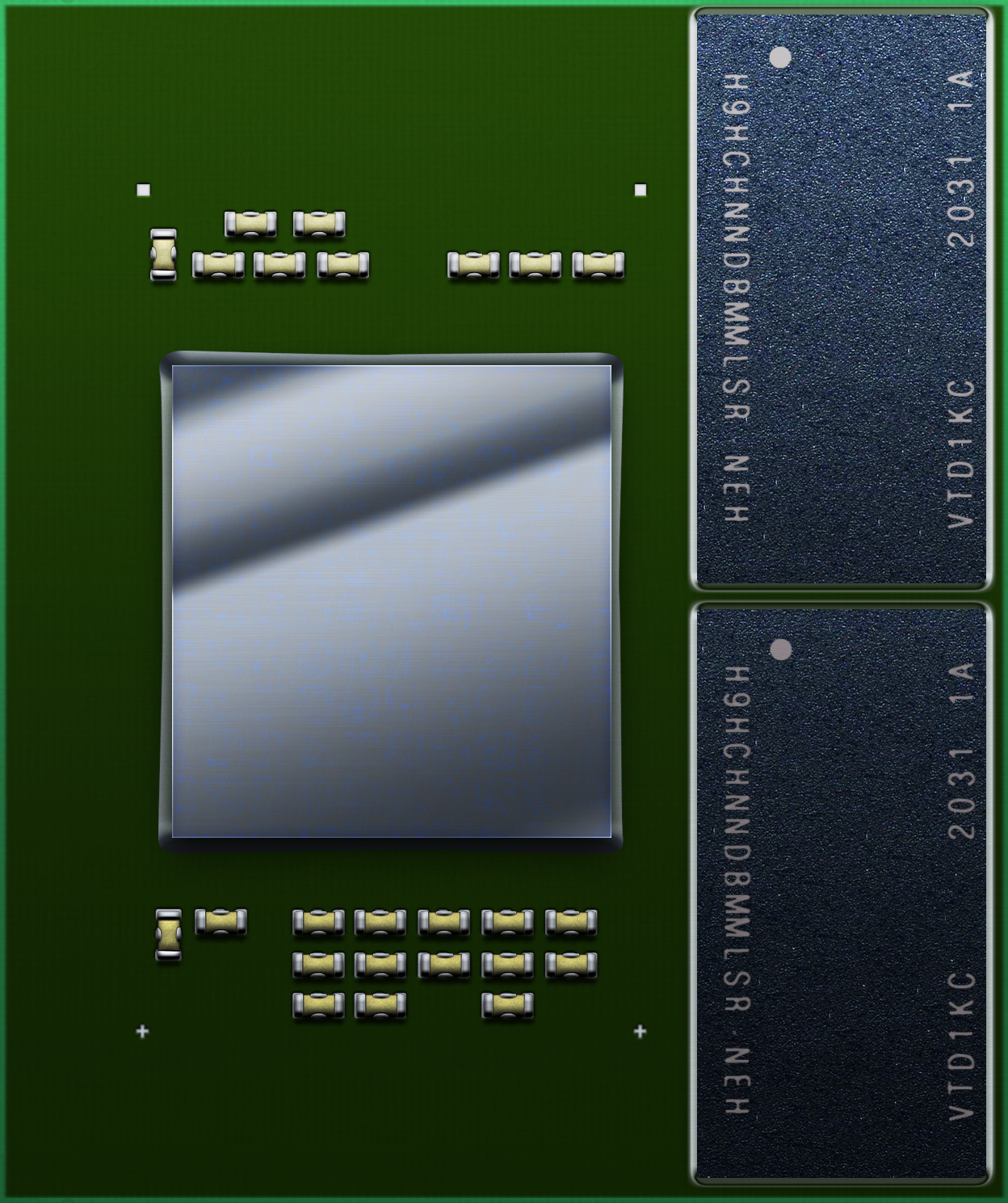
Imatge del xip M1 de Apple

El M1 integra una unitat de processament de gràfics (GPU) de vuit nuclis (set en alguns models) dissenyada per Apple que, segons aquesta, podria executar gairebé 25,000 subprocessos simultàniament i hardware de xarxa neuronal dedicat a un motor neuronal de 16 nuclis, capaç d'executar 11 bilions operacions per segon. Altres components inclouen un processador de senyal d'imatge (ISP), un controlador d'emmagatzematge NVMe, controladors Thunderbolt 4 i Secure Enclavament.

## Rendiment i eficiència
El M1 va ser rebut amb crítiques molt positives, i va registrar un rendiment i una eficiència líders a la indústria als punts de referència populars (GeekBench 5, Cinebench R2). La metodologia d'avaluació comparativa per a avaluacions comparatives sintètiques d'un sol subprocés va ser criticada per ser defectuosa en comparar amb CPU x86 habilitades per a subprocessos múltiples simultanis.
El MacBook Air (M1, 2020) i el MacBook Pro (M1, 2020) es consideren les MacBooks més ràpides mai produïdes per Apple, amb la MacBook Pro (M1, 2020) liderant el camp en durada de la bateria.

## Productes que inclouen l'Apple M1
- MacBook Air (quarta generació)[13]
- Mac Mini (cinquena generació)[14]
- MacBook Pro (sisena generació)[15]
- iMac de 24 polzades (primera generació)
- iPad Pro de 12.9 polzades (cinquena generació)
- iPad Pro d'11 polzades (tercera generació)